# 275년

## 연호
- 서진(西晉) 함녕(咸寧) 원년
- 오(吳) 천책(天冊) 원년

## 기년
- 서진(西晉) 무제(武帝) 11년
- 오(吳) 말제(末帝) 12년
- 신라(新羅) 미추 이사금(味鄒泥師今) 14년
- 고구려(高句麗) 서천왕(西川王) 6년
- 백제(百濟) 고이왕(古爾王) 42년